# Heppenbach
Heppenbach is een dorp in de Belgische provincie Luik en een deelgemeente van Amel in de Oostkantons.

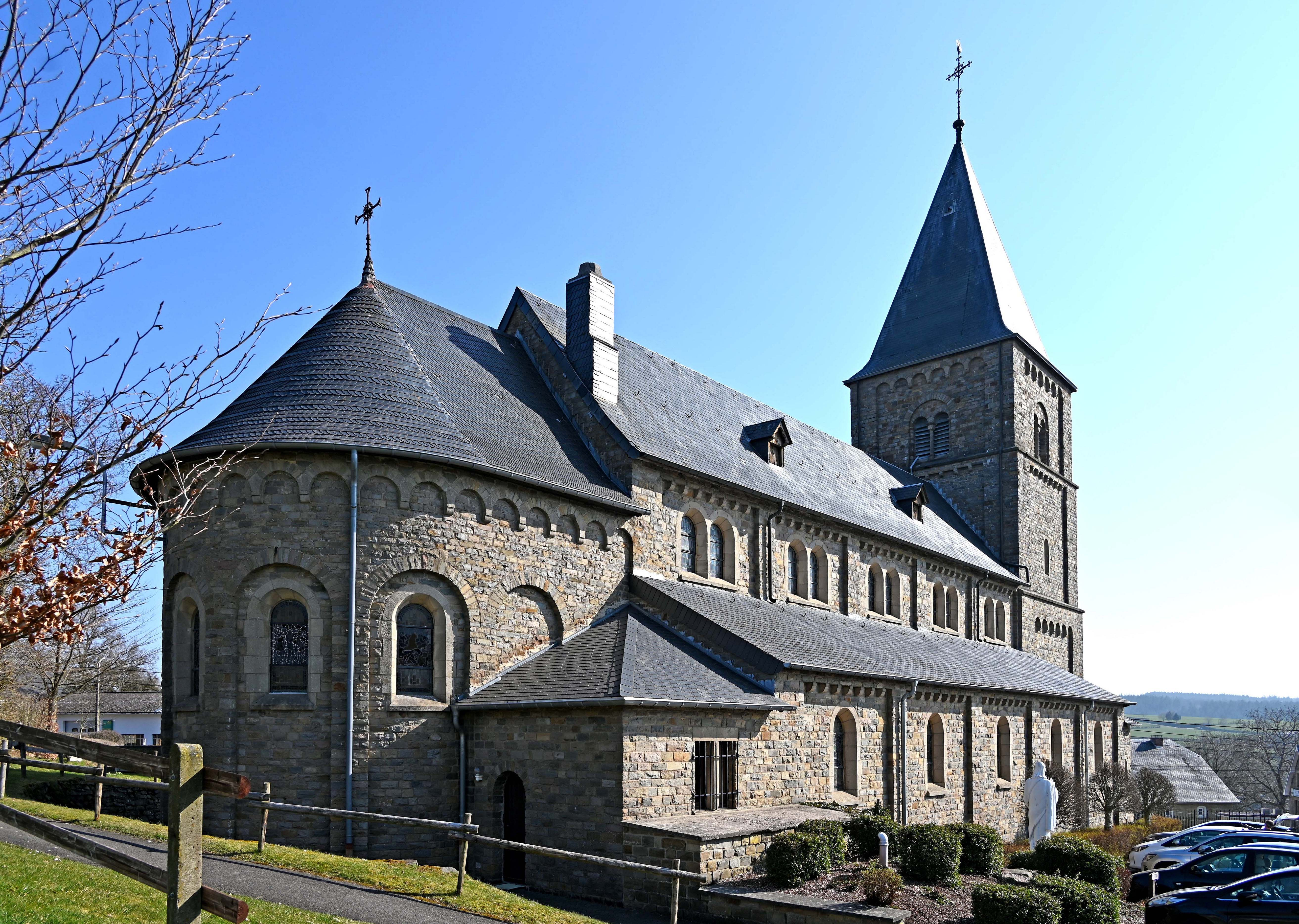
Sint-Gilliskerk

## Geschiedenis
In 1919 werd de gemeente Heppenbach gevormd uit delen van Amel. In 1977 werd Heppenbach, samen met Meyerode, terug aan Amel gehecht.

## Kernen
Tot de deelgemeente Heppenbach behoren de kernen Halenfeld, Hepscheid, Mirfeld, Mirfelderbusch, Möderscheid, Valender en Wereth. Heppenbach zelf telt ongeveer 260 inwoners, de hele deelgemeente ongeveer 1.200.

## Demografische ontwikkeling
- Bronnen:NIS, Opm:1930 tot en met 1970=volkstellingen, 1976 inwoneraantal op 31 december

## Bezienswaardigheden
- Sint-Gilliskerk (Kirche Sankt Aegidius), een neoromaans kerkgebouw met zware voorgebouwde toren.
- Bosleerpad

## Natuur en landschap
Heppenbach ligt aan de rand van het Natuurpark Hoge Venen-Eifel.

## Nabijgelegen kernen
Valender, Schoppen, Hepscheid, Honsfeld, Herresbach
Deelgemeenten: Amel · Heppenbach · Meyerode

Overige kernen: Born · Deidenberg · Eibertingen · Halenfeld · Hepscheid · Herresbach · Iveldingen · Medell · Mirfeld · Möderscheid · Montenau · Schoppen · Valender · Wereth

Belgische gemeenten · Duitstalige Gemeenschap · Arrondissement Verviers · Luik · Wallonië